# Mars 1883

## Événements
- Canada : fermeture définitive des Forges du Saint-Maurice.

- 8 mars : le roi des Ashanti Mensa Bonsu Kumaa est déposé. Difficultés politiques en Asante.

- 12 mars : le lieutenant de vaisseau Robert Cordier négocie un traité de reconnaissance pour la France sur le royaume Loango (Congo).

## Naissances
- 2 mars : Leonard Colebrook, physiologiste et bactériologiste anglais († 27 septembre 1967).
- 4 mars : Sam Langford, boxeur.
- 5 mars :
  - Marius Barbeau, anthropologue.
  - Marius Barbeau, anthropologue, ethnologue, folkloriste canadien († 1969).
- 6 mars : Bachisio Raimondo Motzo, historien et philologue italien († 14 juin 1970).
- 9 mars : Umberto Saba, écrivain et poète italien († 25 août 1957).
- 19 mars : Pepete (José Gallego Mateo), matador espagnol († 7 septembre 1910).
- 27 mars : Marie Under, poétesse estonienne.
- Date non précisée :
  - Jâleh Qâem-Maqâmi, poètesse iranienne de langue persane.

## Décès
- 14 mars : Karl Marx, philosophe et théoricien (° 1818).